# 政党軍
政党軍（せいとうぐん）とは、政党が持つ軍隊のことである。
一党独裁体制の国家では独裁政党に所属する政党軍が国軍として定められていることがある。

## ナチス親衛隊
ナチス親衛隊は国家社会主義ドイツ労働者党の党内警察組織として存在していたが、「国家唯一の武装者」と位置づけられたドイツ国防軍から武装を許可されて 第二次世界大戦では戦闘に参加するなど、政党軍としての一面を持っていた(武装親衛隊)。

## 社会主義国
- ソビエト連邦軍 : ソ連軍はソ連の独裁政党であるソビエト共産党の政党軍である。旧東ドイツやルーマニア社会主義共和国など東欧諸国もこの形態である。
- 中国人民解放軍 : 人民解放軍は中華人民共和国の独裁政党である中国共産党の政党軍で、中国共産党中央軍事委員会の指示に従う[2]。

北朝鮮、ベトナムなどアジアの社会主義国はこの形態である

## 日本
日本の場合、公然と政党軍が組織されたことはないが、公党が非公然の武装組織を作ったり、あるいはヤクザなどを自陣営に組み込んで対立する組織を威圧することはまま、あった。
- 保守・右派 : 自由民権運動時代の壮士の流れを汲む院外団が活動した。大日本帝国憲法下の帝国議会の中では憲政会吉田磯吉、立憲政友会保良浅之助といった公党が公然とヤクザ、侠客を自陣営に引き込んでいた。戦後も自民党政権の吉田内閣でも総務総裁木村篤太郎がヤクザの森田政治らに呼びかける形でヤクザ、博徒、街宣右翼を一つにした「反共抜刀隊」構想を立案した。木村は後に1967年には院外団的な性質を帯びた団体「自由民主党同志会」会長に就任し、死去するまでその座にあった。
- 革新・左派 : 日本共産党1951年に定めた51年綱領に基づいて誕生した武装組織の中核自衛隊、山村工作隊がある。1959年に51年綱領が撤回されると姿を消した。日本の新左翼も武装組織を組織した。赤砦社系の革命軍が代表的である。